# Ái Nghĩa
Ái Nghĩa là thị trấn huyện lỵ của huyện Đại Lộc, tỉnh Quảng Nam, Việt Nam.

## Địa lý
Thị trấn Ái Nghĩa nằm ở phía đông huyện Đại Lộc, có vị trí địa lý:
- Phía đông giáp thị xã Điện Bàn
- Phía tây giáp xã Đại Nghĩa
- Phía bắc giáp xã Đại Hiệp
- Phía nam giáp xã Đại An và xã Đại Hòa.

Thị trấn Ái Nghĩa có diện tích 12,30 km², dân số năm 2019 là 17.493 người, mật độ dân số đạt 1.422 người/km².

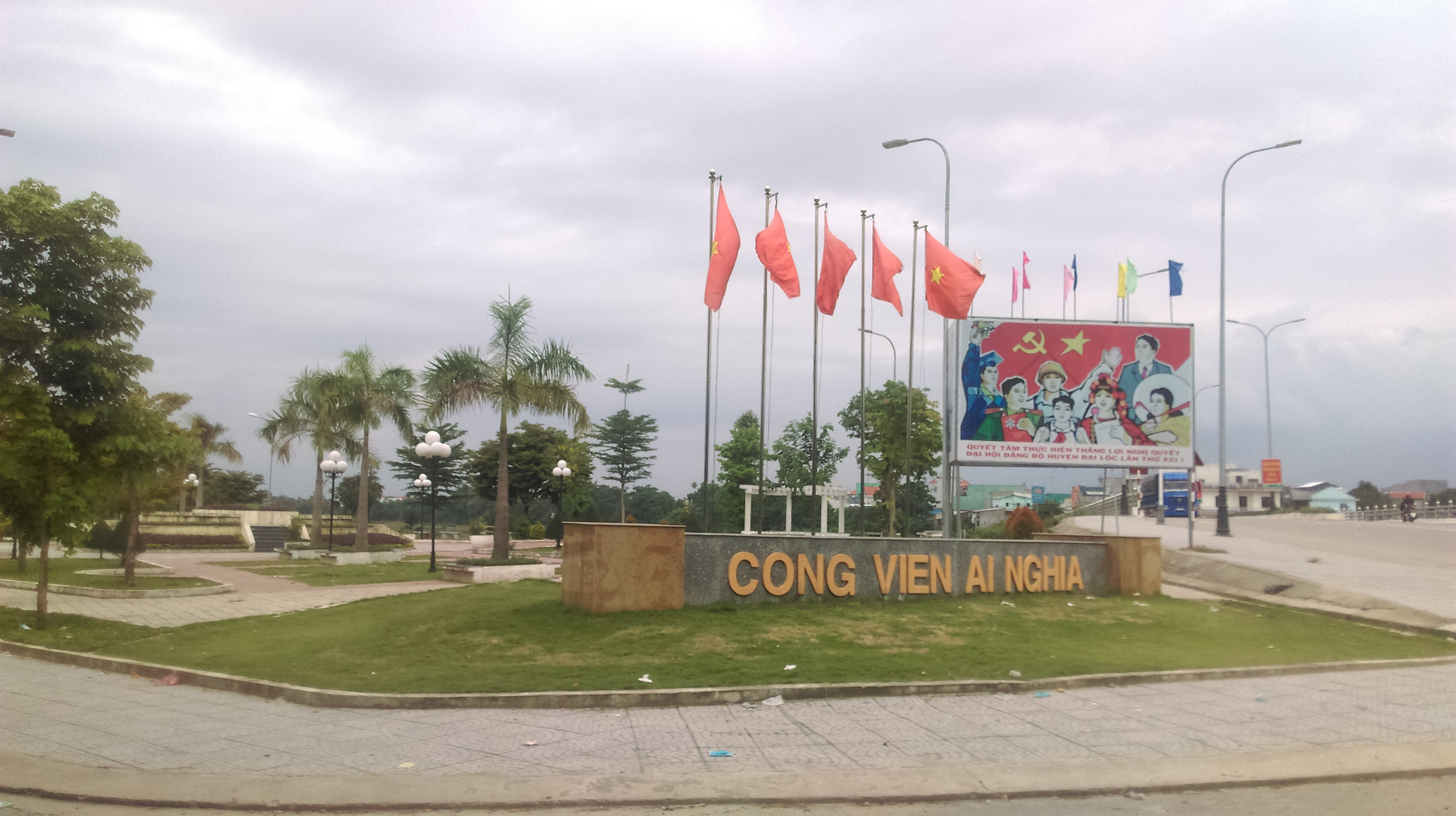
Công viên Ái Nghĩa

Thị trấn Ái Nghĩa được sông Vu Gia bao bọc, nên hàng năm cứ đến mùa lụt là những cánh đồng lúa, hoa màu được bồi thêm một lượng phù sa đáng kể, tuy nhiên bên cạnh đó hàng ngàn nhà dân ven sông và vùng trũng cũng không ít nhiều chịu thiệt hại. Ái Nghĩa là một thị trấn mà địa hình có đủ sông ngòi, đồi núi và cả đồng bằng,... Từ Ái Nghĩa theo đường Quốc lộ 14B khoảng gần 7 km đến địa phận Đà Nẵng và hơn 14 km theo tỉnh lộ đến Quốc lộ 1.

## Hành chính
Thị trấn Ái Nghĩa được chia thành 9 khu phố: Hòa Đông, Nghĩa Hiệp, Nghĩa Mỹ, Song Mỹ, An Đông, Nghĩa Trung, Nghĩa Phước, Nghĩa Đông, Phước Mỹ.

## Lịch sử
Thị trấn Ái Nghĩa được thành lập vào ngày 24 tháng 8 năm 1984 theo Quyết định số 110/HĐBT của Hội đồng Bộ trưởng trên cơ sở 3 khu: I, II, III của xã Đại Phước cũ và toàn bộ thôn Nghĩa Trung; một phần lớn thôn Hoà Đông (đội sản xuất số 1, số 2 hợp tác xã nông nghiệp 1) thuộc xã Đại Nghĩa; một phần thôn 6 (đội sản xuất số 6 hợp tác xã nông nghiệp 2) và một phần thôn 7 (1/2 đội sản xuất số 10 hợp tác xã nông nghiệp 2) thuộc xã Đại An; xóm Gò Mùn thuộc thôn Hoán Mĩ, xã Đại Hoà (đội sản xuất số 1 và số 4 hợp tác xã nông nghiệp 1 Đại Hoà); xóm Mít thuộc thôn Phú Trung, xã Đại Hiệp (đội sản xuất số 1 hợp tác xã nông nghiệp 1 Đại Hiệp).

## Kinh tế

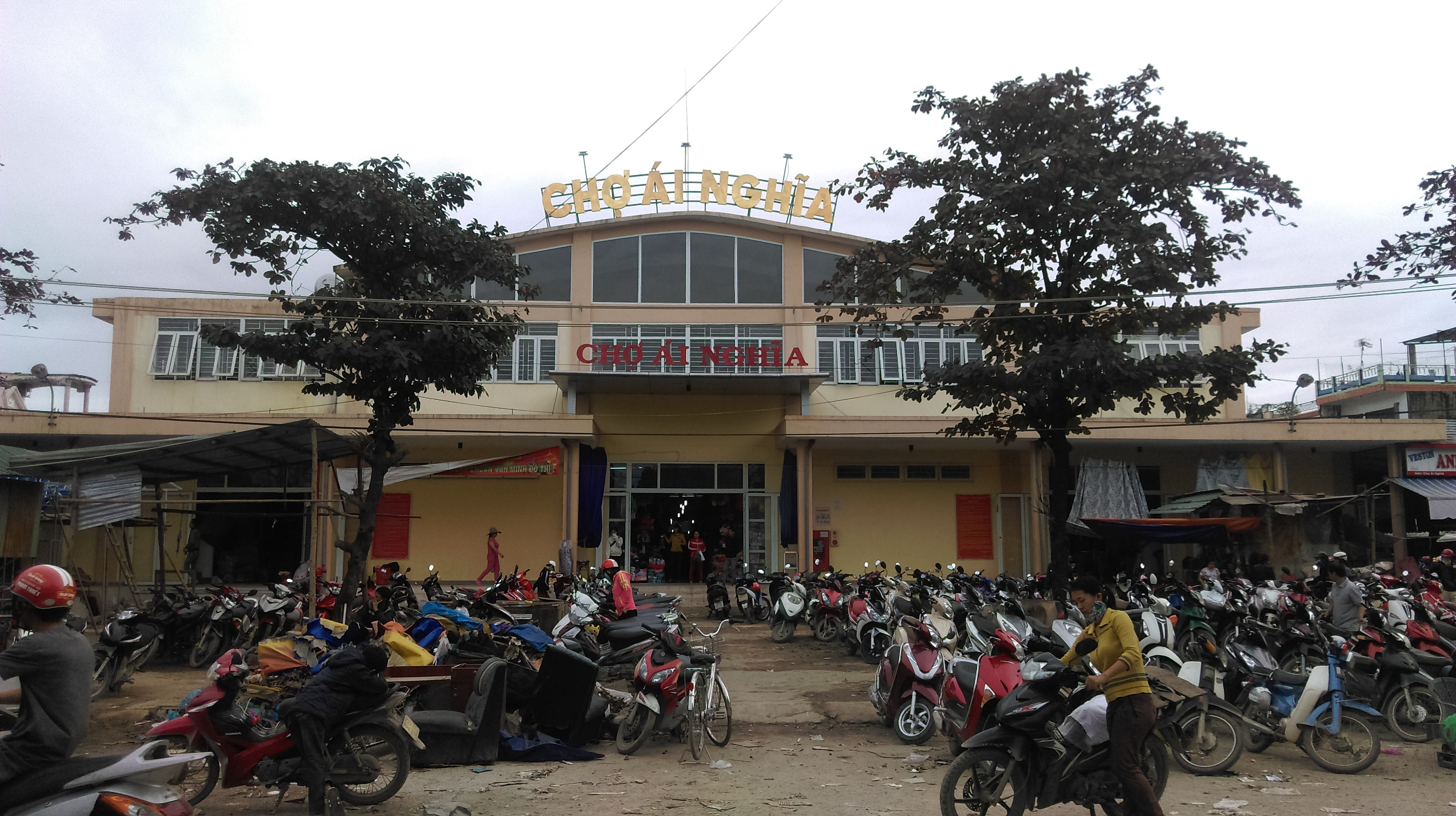
Chợ Ái Nghĩa

Ái Nghĩa có những làng nghề đặc sắc như làng mai Ái Mỹ, nghề đan lờ truyền thống ở làng Giáo Trung (thuộc khu Trung An)... Thị trấn Ái Nghĩa còn có những cánh đồng chuyên sản xuất lúa giống, cung cấp giống cho địa bàn thị trấn và các vùng lân cận.